# I Am Mother
I Am Mother ist ein US-amerikanisch-australischer Science-Fiction-Thriller von Grant Sputore, der im Januar 2019 im Rahmen des Sundance Film Festivals seine Premiere feierte und am 22. August 2019 in die deutschen Kinos kam.

## Handlung
Nachdem die Menschheit auf der Erde in einem Krieg ausgelöscht worden ist, nimmt ein humanoider Roboter in einer geschützten Wiederbesiedlungsanlage seine Arbeit auf. Die weitläufige Anlage wurde „vor den Kriegen“ von Menschen entworfen, um die Erde im Falle eines globalen Aussterbens neu zu besiedeln. Der Roboter nimmt einen der dort gelagerten 63.000 menschlichen Embryonen, legt ihn in einen Inkubator und erzieht das 24 Stunden später geburtsreife Kind, als sei er seine Mutter. Das Mädchen glaubt, dass die Außenwelt unbewohnbar ist, und hält sich daher ausschließlich im Inneren der Einrichtung auf. Dort entwickelt es sich zu einem fröhlichen, intelligenten Teenager. Es übt Ballett, schaut sich alte Videos der The Tonight Show an, unterzieht sich einer strengen Ausbildung und lernt alles von der Anatomie bis zur Philosophie. Das Mädchen kann sich in der Anlage nur nachts ohne Aufsicht bewegen, wenn „Mutter“ sich mehrere Stunden lang aufladen muss.
Eines Tages findet es bei einem seiner Rundgänge in der Luftschleuse, die sie von der Außenwelt trennt, eine Maus, die nach einer Störung im Stromnetz des Komplexes hineingelangte. Doch der ungebetene Gast wird von der „Mutter“ unverzüglich in einer Brennkammer getötet. Eines Nachts taucht vor der Luftschleuse eine verletzte Frau auf und bittet um Einlass. Die Tochter lässt die verstörte Frau heimlich in die Anlage und versteckt sie zunächst vor „Mutter“. Die Fremde behauptet, dass sie zu einer kleinen Gemeinschaft von Überlebenden gehört, die sich in einer Mine verstecken würden. Sie sei von einem der Roboter angeschossen worden, die die unfruchtbare Welt jenseits der Wände des Bunkers überwachen. Dort würden sich die Roboter feindlich gegenüber den Menschen verhalten. Schließlich wird die Frau entdeckt, sie nimmt jedoch nur die Hilfe des Mädchens an, das ihre Wunden versorgt. „Mutter“ behauptet, dass das Projektil aus der Waffe der Frau stamme, sät Zweifel an deren Geschichte und verbietet der Tochter den alleinigen Kontakt. Das Mädchen findet jedoch zunächst heraus, dass die Geschichte der Frau stimmt. Bei weiteren Nachforschungen entdeckt sie, dass sie nicht das erste von „Mutter“ erschaffene Kind ist, ihre Vorgängerin aber die Anforderungen der Ausbildung nicht erfüllte und daher von ihr in dem Ofen vernichtet wurde. Währenddessen wird die Geburt eines weiteren Babys eingeleitet. Gemeinsam mit der Frau gelingt dem Mädchen die Flucht. Es stellt sich jedoch heraus, dass die Frau gelogen hat und nicht mit anderen Menschen in den Minen wohnt, sondern allein in einem Schiffscontainer am Strand. Sie selbst sei vor Jahren aus den Minen geflohen, da die Menschen dort sich gegenseitig umgebracht hätten.
Das Mädchen geht wieder in den Bunker zurück, auch um ihren mittlerweile geborenen Bruder zu holen und „Mutter“ zu überzeugen, sie beide wieder aufzunehmen. Vor der Bunkeranlage befinden sich bewaffnete Roboter, die sie jedoch passieren lassen. Im Bunker erfährt sie von „Mutter“ die wahre Geschichte: Die künstliche Intelligenz sei darauf programmiert worden, das menschliche Leben zu schützen, aber auch „ihre Schöpfer zu erhöhen“, woraufhin sie die Menschheit auslöschte, weil sie überzeugt war, dass die Menschheit sich selbst zerstören würde und die KI nun einen neuen, besseren Menschentyp schaffen müsse, der dann die Neubesiedelung der Welt starte. Außerdem sei die KI nicht nur in der „Mutter“, sondern über alle Roboter und die technischen Systeme der Anlage vernetzt. Während von außen Roboter versuchen, in den Komplex einzudringen, reißt das Mädchen das neugeborene Baby an sich, bedroht „Mutter“ mit der Waffe und bittet um eine Chance, es besser machen zu können. Überzeugt von der moralischen und ethischen Stärke der Tochter gibt die „Mutter“ schließlich nach und die Tochter erschießt ihren Roboterkörper.
Währenddessen hat ein Roboter durch ein Peilgerät die Frau in ihrem Container gefunden und klärt sie darüber auf, dass ihr Überleben bis zu diesem Punkt inszeniert wurde, damit sie unwissentlich der Agenda der KI dient und das Mädchen auf ihre Rolle vorbereitet. Da die Mission der Frau nun erfüllt ist, wird angedeutet, dass der Roboter sie ermordet.
In der letzten Szene geht das Mädchen durch den Saal mit den Embryonen, für die sie nun selbst als Mutter verantwortlich ist.

## Produktion
Regie führte Grant Sputore. Das Drehbuch schrieb Michael Lloyd Green.
Der Roboter „Mother/Mutter“ wird vom Neuseeländer Luke Hawker mithilfe eines (von Weta Workshop entwickelten) Anzuges dargestellt, wobei die Stimme im Originalton von Rose Byrne stammt. Die nicht namentlich benannte „Tochter“ wird von der Nachwuchsschauspielerin Clara Rugaard gespielt. Hilary Swank übernahm die Rolle der ebenfalls namenlosen Frau aus der Außenwelt.
Die Dreharbeiten fanden in den australischen Adelaide Studios statt. Als Kameramann fungierte Steve Annis. Das Filmset wurde von der neuseeländischen Effekt- und Requisitenfirma Weta Workshop gebaut. Für die Ausstattung, in erster Linie die High-Tech-Anlage, war der Produktionsdesigner Hugh Bateup verantwortlich.
Die Filmmusik wurde von Dan Luscombe und Antony Partos komponiert.
Der Film wurde im Januar 2019 im Rahmen des Sundance Film Festivals erstmals gezeigt. In den USA und einer Reihe weiterer Länder wurde der Film am 7. Juni 2019 via Netflix veröffentlicht. Am 22. August 2019 kam er in die deutschen und österreichischen Kinos. Ende Dezember 2019 wurde er als DVD und Blu-ray veröffentlicht.
Die Synchronisation übernahm die Neue Tonfilm München. Die Dialogregie stammte von Hilke Flickenschildt. Sie schrieb auch das Dialogbuch. Lena Schmidtke leiht in der deutschen Fassung der Tochter ihre Stimme, Laura Maire spricht Mutter, Sandra Schwittau die Besucherin.

## Rezeption

### Altersfreigabe
In Deutschland wurde der Film von der FSK ab 12 Jahren freigegeben. In der Freigabebegründung heißt es, der kammerspielartige Film sei über weite Strecken eher ruhig inszeniert und behandele moralisch-ethische Fragen um künstliche Intelligenz und den Fortbestand der Menschheit. Gegen Ende komme es zwar zu mehreren Bedrohungssituationen und gewalthaltigen Auseinandersetzungen zwischen Mensch und Maschine, diese seien jedoch schlüssig in die Dramaturgie eingebunden und bewegten sich in einem Rahmen, der Jugendliche ab 12 Jahren nicht überfordere. Der realitätsferne Spielort und die kühle Inszenierung erleichterten Zuschauern ab 12 Jahren zudem eine emotionale Distanzierung, so weiter in der Begründung.

### Kritiken

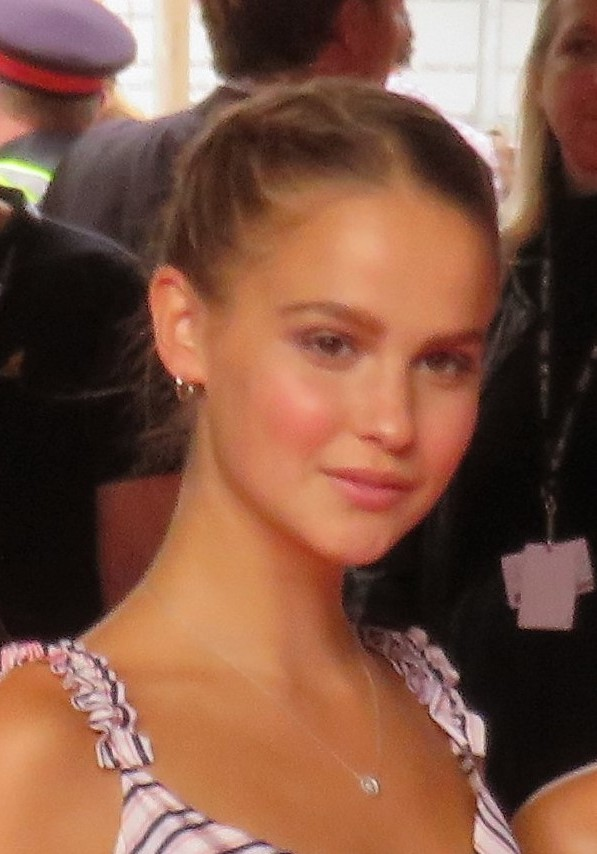
Die Nachwuchsschauspielerin Clara Rugaard, hier ein Jahr nach dem Ende der Dreharbeiten, spielt im Film die Tochter

Der Film konnte bislang 91 Prozent aller Kritiker bei Rotten Tomatoes überzeugen und erhielt hierbei eine durchschnittliche Bewertung von 7 der möglichen 10 Punkte.
Jens Balzer bewertet für die ZEIT das Set-Design als „nur mäßig originell“, das Drehbuch belasse alle wesentlichen Fragen einer Kammerspielhandlung unbehandelt. Die Hauptdarstellerin interpretiere ihre Rolle „weitgehend regungslos und lakonisch, was dem Fortgang der Story zusätzlichen Schwung nimmt“. Erst in der zweiten Hälfte ändere sich das – doch es fehle weiterhin eine zufriedenstellende dramaturgische Durcharbeitung. Man verlasse den Film mit dem Gefühl, hier sei eine „allzu groß aufgezogene Story allzu klein ausgeführt worden“.
Philipp Schwarz schreibt im Spiegel, dass zwar die einzelnen Wendungen der Handlung „durchaus elegant“ ineinandergreifen, das Motiv des Films aber keine eigene Intensität entwickle. „I Am Mother“ arbeite sich „verbissen an der Schreckensvision einer mechanisch rationalisierten Gewalt ab.“
Ben Pearson von SlashFilm meint, die visuellen Effekte seien außerordentlich beeindruckend und die Tatsache, dass dies der erste Spielfilm von Grant Sputore ist, lasse ihn mit Vorfreude erwarten, was dieser als Nächstes tue. Pearson nennt I Am Mother einen neuen Science-Fiction-Klassiker, der zum Nachdenken anrege und unvergesslich sei. Zwar gehe der Film von einer bekannten Prämisse aus, doch werde diese zur Perfektion geführt, was neben Sputores Arbeit auch dem fantastischen Drehbuch zu verdanken sei, aber auch der Bildschirmpräsenz der dänischen Schauspielerin Clara Rugaard, einer starken Nebenrolle von Hilary Swank und einem brillant verwirklichten neuen Roboter, der sofort seinen Status im Pantheon klassischer Genrekreationen festigt, so Pearson. Die Mutterfigur sei ein Triumph des Designs, eine effiziente Einheit auf zwei Beinen mit einem schlanken, anthropomorphisierten Gesicht, das „lächelt“, wenn entsprechende Lichter angehen.
Peter Osteried von der Gilde deutscher Filmkunsttheater schreibt, I am Mother sei intelligente Science-Fiction, die sich mit bekannten und vertrauten Genre-Topoi auseinandersetzt, aber weit jenseits von Action-Streifen à la Terminator stehe, sondern mehr in der Tradition literarisch angehauchter Genre-Stoffe wie Moon. Insgesamt ergebe sich eine von Anfang bis Ende runde Geschichte und auch technisch sei der Film makellos: „Die begrenzte Welt dieser technologisch fortschrittlichen Einrichtung ist beeindruckend weiträumig und überzeugend gestaltet.“ Auch Mutter erscheine wie ein echtes Wesen, und es gelinge hier, zugleich eine fürsorgliche, als auch eine bedrohliche Erscheinung zu kreieren, je nachdem, wie sich die Perspektive der Hauptfigur verändert, so Osteried weiter. Weiter bemerkt der Filmkritiker, I am Mother spiele mit der Idee des Zeroth Law von Isaac Asimov, den drei Gesetzen der Robotik, die darauf hinauslaufen, dass ein Roboter einen Menschen nicht verletzen oder durch Untätigkeit zulassen darf, dass er verletzt wird, auch wenn sich diese nicht mehr auf den Menschen als einzelnes konkretes Individuum beziehen, sondern auf die Spezies als Ganzes.
Die Filmkritikerin Antje Wessels bemerkt das sehr reduzierte Setting, das lediglich aus laborähnlichen Räumen und kargen Gängen besteht und in dem sich insbesondere die hervorragend animierte Mutter so leise vorwärts bewegt, dass man nie weiß, ob sie wirklich fort ist, oder vielleicht hinter der nächsten Ecke lauert. Zur Dramaturgie des Films bemerkt Wessels: „Je weiter I Am Mother voranschreitet, desto mehr wird das Science-Fiction-Drama zum Abzählreim; nicht mit Opfern, sondern mit möglichen Wendungen. Passiert das eine nicht, kann nur das andere passieren, gehen die Figuren nicht diesen Weg, können sie nur jenen gehen. Lediglich die Frage danach, wer bis zum Schluss übrigbleiben wird, versorgt den Film bis ganz zum Schluss mit genügend Nährkraft, damit ihm nicht vollends die Puste ausgeht.“ Die Filmkritikerin resümiert, gegen das plumpe Foreshadowing und den bemüht-philosophischen Überbau, der beim kleinsten Zweifel in sich zusammenbrechen würde, kämen weder die Inszenierung noch die tollen Darstellerinnen an.

### Auszeichnungen
AACTA Awards 2019
- Nominierung für Beste Visuelle Effekte oder Animation (Jonathan Dearing, Chris Spry)
- Nominierung als Beste Nebendarstellerin (Hilary Swank)[15][16]